# Francesc Pedrol i Pascual
Francesc Pedrol i Pascual   (Tarragona, 12 de desembre de 1920 - Tarragona, 6 de febrer de 2019) va ser un pescador català, últim supervivent tarragoní de la Lleva del Biberó que va participar en la batalla de l'Ebre de la Guerra Civil espanyola.
Originari del barri d'El Serrallo de Tarragona, treballà de pescador tota la vida des de la mort del seu pare quan ell tenia només 11 anys. El 28 d'abril de 1938, amb 17 anys, quan quedava poc perquè s'acabés la Guerra Civil, el van cridar per anar al front a defensar el bàndol republicà, prop del riu Ebre. Allí, va treballar de portalliteres i després de fuseller. Va ser ferit i posteriorment va tornar al front. Després de la guerra no va ser represaliat però va haver de fer un any de servei militar. Posteriorment va seguir fent de pescador al Serrallo.
Va morir el 6 de febrer de 2019 a l'edat de 98 anys.